# Eucidaris thouarsii
Eucidaris thouarsii är en sjöborreart som först beskrevs av Achille Valenciennes 1846.  Eucidaris thouarsii ingår i släktet Eucidaris och familjen piggsvinssjöborrar. Inga underarter finns listade i Catalogue of Life.

## Bildgalleri

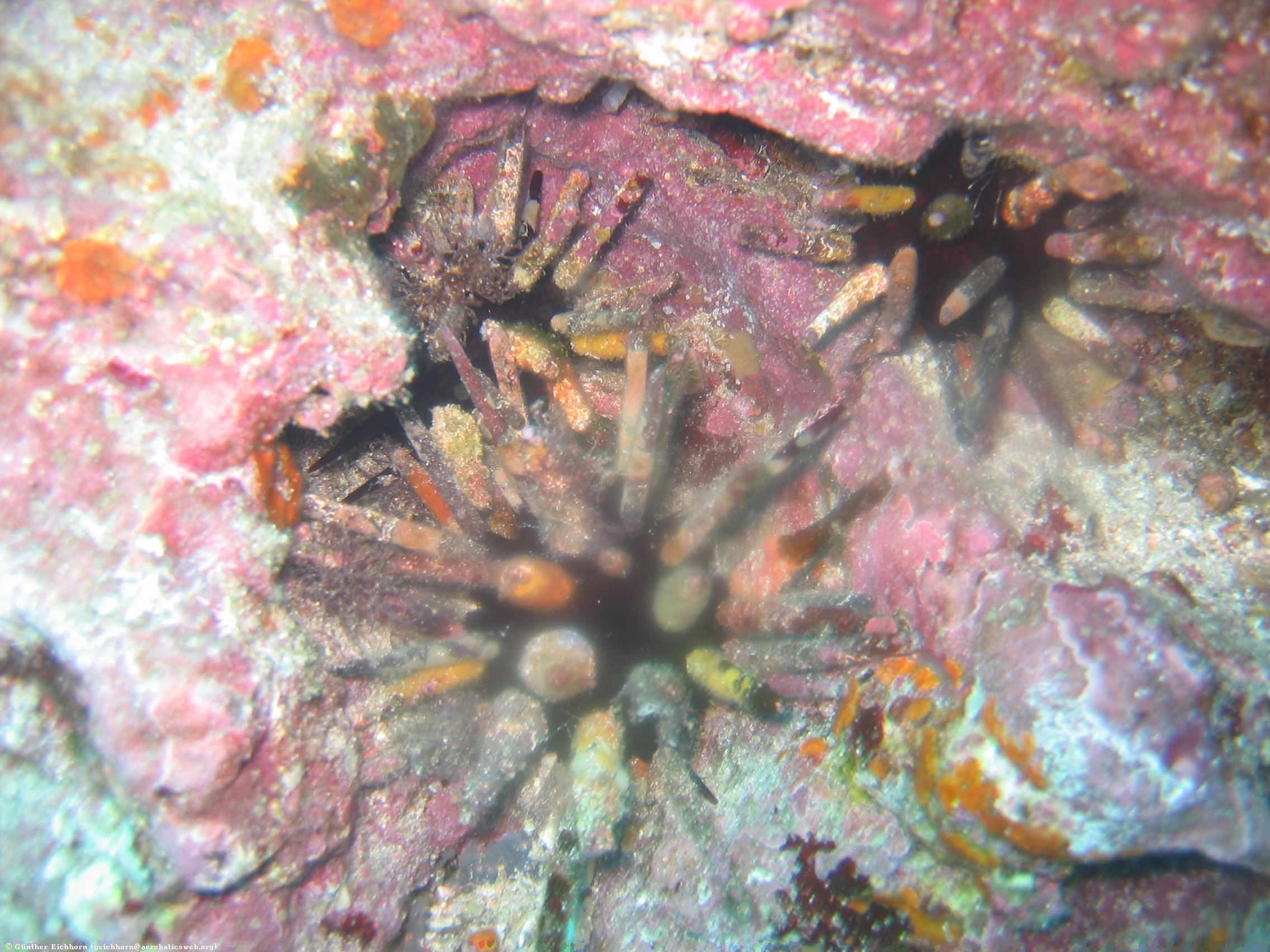